# System of a Down (album)
A System of a Down a System of a Down amerikai rockegyüttes első albuma. A lemez producere Rick Rubin volt. A System of a Down dalait 1997-ben vették fel, és 1998. június 30-án adta ki az American Recordings.
2000. február 2-án megkapta a RIAA arany minősítését, két évvel később platinalemez lett. Szerepel az 1001 lemez, amit hallanod kell, mielőtt meghalsz című könyvben. Az album borítója John Heartfield antifasiszta plakátja, amelyet a Német Kommunista Párt számára készített.

## Az album dalai
|     | Cím         | Szerző(k)                         | Szöveg       | Hossz |
| --- | ----------- | --------------------------------- | ------------ | ----- |
| 1.  | Suite-Pee   | Daron Malakian                    | Serj Tankian | 2:32  |
| 2.  | Know        | Shavo Odadjian, Malakian, Tankian | Tankian      | 2:56  |
| 3.  | Sugar       | Odadjian, Malakian                | Tankian      | 2:33  |
| 4.  | Suggestions | Malakian                          | Tankian      | 2:44  |
| 5.  | Spiders     | Malakian                          | Tankian      | 3:35  |
| 6.  | DDevil      | Odadjian, Malakian                | Tankian      | 1:43  |
| 7.  | Soil        | Malakian                          | Tankian      | 3:25  |
| 8.  | War?        | Malakian                          | Tankian      | 2:40  |
| 9.  | Mind        | Odadjian, Malakian, Tankian       | Tankian      | 6:16  |
| 10. | Peephole    | Malakian                          | Tankian      | 4:04  |
| 11. | CUBErt      | Malakian                          | Tankian      | 1:49  |
| 12. | Darts       | Malakian                          | Tankian      | 2:42  |
| 13. | P.L.U.C.K.  | Malakian                          | Tankian      | 3:37  |

| 14. | Marmalade | Malakian | Tankian | 3:02 |
| 15. | Störagéd  | Malakian | Tankian | 1:19 |

| 1. | Sugar (koncertfelvétel)     | Odadjian, Malakian          | Tankian | 2:27 |
| 2. | War? (koncertfelvétel)      | Malakian                    | Tankian | 2:48 |
| 3. | Suite-Pee (koncertfelvétel) | Malakian                    | Tankian | 2:58 |
| 4. | Know (koncertfelvétel)      | Odadjian, Malakian, Tankian | Tankian | 3:04 |

## Közreműködők

### System of a Down
- Serj Tankian – ének, billentyűk, sample-ök
- Daron Malakian – gitár, háttérvokál
- Shavo Odadjian – basszusgitár
- John Dolmayan – dob

### Produkció
- Producer: Rick Rubin, System of a Down
- Keverés: D. Sardy
- Hangmérnök: Sylvia Massy
- Hangmérnökasszisztens: Greg Fidelman, Sam Storey, Nick Raskulinecz
- Utolsó simítások: D. Sardy
- Keverőasszisztens: James Saez, Greg Gordon, Andy Haller
- Második keverőasszisztens: Bryan Davis
- Zongora: Rick Rubin
- Fényképek: Anthony Artiaga
- Borító: John Heartfield
- Művészi vezető: Frank Harkins & System of a Down
- A&R vezető: Dino Paredes, Sam Wick
- Menedzsment: Velvet Hammer Management, David Benveniste
- Mastering: Vlado Meller